# Беата Шидло
Беата Марія Шидло (пол. Beata Maria Szydło; нар. 15 квітня 1963, Освенцім, ПНР) — польська політикиня. Прем'єр-міністр Польщі з 16 листопада 2015 до 11 грудня 2017. З 11 грудня 2017 р. — Віцепрем'єр-міністр РП.

## Життєпис
У 1989 році закінчила факультет етнографії Ягеллонського університету в Кракові.
У 1989—1995 роках була аспірантом на факультеті філософії та історії Ягеллонського університету.
У 1997 році закінчила аспірантуру для менеджерів культури у Варшавській школі економіки, а у 2001 році — аспірантуру Краківського економічного університету, де вивчала територіальне управління.
У 1987—1995 працювала асистентом в Історичному музеї міста Кракова, пізніше перейшла до Культурного центру в Лібйонжі.
У 1997—1998 була директором культурного центру в Бжеще.
У 1998 році обрана на посаду мера Бжеще, яку обіймала до 2005. Входила до ради Освенцимського повіту від Виборчої акції солідарності (1998—2002).
У 2004 році стала віце-президентом Департаменту добровільної пожежної охорони у місті Бжеще.
У 2005 році приєдналася до партії «Право і Справедливість» (PiS), була обрана членом Сейму, (переобрана у 2007 і 2011 роках).
З липня 2010 — заступник лідера партії «Право і Справедливість», з вересня 2014 — скарбник ПіС.
У жовтні 2015 — претендент на посаду глави уряду Польщі.

## Родина
Одружена, має двоє синів.